# جولیوس کاریوکی
جولیوس کاریوکی (انگلیسی: Julius Kariuki؛ زادهٔ ۱۲ ژوئن ۱۹۶۱) دونده دو نیمه‌استقامت اهل کنیا بود.